# Conus natalensis
Conus natalensis é uma espécie de gastrópode do gênero Conus, pertencente a família Conidae.